# Campoplex crassus
Campoplex crassus är en stekelart som beskrevs av Horstmann 1980. Campoplex crassus ingår i släktet Campoplex och familjen brokparasitsteklar. Inga underarter finns listade.